# نورة مارلو
نورة مارلو (بالإنجليزية: Nora Marlowe)‏ هي ممثلة أمريكية، ولدت في 5 سبتمبر 1915 في ورسستر في الولايات المتحدة، وتوفيت في 31 ديسمبر 1977 في لوس أنجلوس في الولايات المتحدة.

## أعمال

### أفلام
- وست وورلد

## وصلات خارجية
- نورة مارلو على موقع IMDb (الإنجليزية)
- نورة مارلو على موقع قاعدة بيانات الفيلم (الإنجليزية)